# Melissa Benoist
Melissa Marie Benoist (født 4. oktober 1988)  er en amerikansk skuespiller og sanger. Benoist har blandt andet spillet en af hovedrollerne i FOX' tv-serie Glee som Marley Rose.

## Liv og karriere
Melissa er datter af Jim og Julie Benoist. Hun blev født i Houston, Texas og blev opvokset i Denver, Colorado. Hun gik på Arapahoe High School i Littleton. I high school, følte Melissa sig som en outsider og blev gjort nar af. Hun lavede en masse somme teaterforestillinger. Hun siger, at hun var en bænkevarmer, og brugt en masse tid for sig selv, men hun var okay med det. Hun er uddannet fra Arapahoe i 2007.[kilde mangler] I stedet for at deltage i afslutningsfesterne på hendes skole, spillede hun med i stykket "Evita" med andre medlemmer af rollebesætningen på shut-down Country Dinner Playhouse.  Hun er uddannet fra Marymount Manhattan College i 2011. 

## Privatliv
Benoist var i et forhold med kollegen fra Glee Blake Jenner, som Jenner bekræftede i maj 2013. Parret blev forlovet i juli 2013 og gift i 2015. I december 2016, ansøgte hun om skilsmisse grundet uforenelige forskelligeheder. Skilsmissen blev gennemført i december 2017.
Den 27. november 2019 udsendte Melissa Benoist en video på hendes Instagram profil, hvor hun indrømmer, at hun havde været en oplevet vold i hjemmet af en partner. Dette var sket under hendes forhold med Blake Jenner, dog navngiver Benoist ikke sin mishandler, men alle facts siger noget andet: en hændelse, der fik Benoists syn til at forværres, samt beskrives partneren som en yngre end sig selv, hvilket peger på, at Jenner er personen, der er tale om.
I 2019 blev Benoist gift med skuespilleren Chris Woods.

## Filmografi

### Film
| År   | Titel     | Rolle          | Noter     |
| ---- | --------- | -------------- | --------- |
| 2008 | Tennessee | Laurel (18 år) | Filmdebut |
| 2014 | Whiplash  | Nicole         |           |

### Tv-serier
| År        | Titel                             | Rolle                    | Noter                                                          |
| --------- | --------------------------------- | ------------------------ | -------------------------------------------------------------- |
| 2010      | Law & Order: Criminal Intent      | Jessalyn Kerr            | "Delicate" (Sæson 9, episode 4)                                |
| 2010      | Blue Blood                        | Renee                    | "Privilege" (Season 1, Episode 3)                              |
| 2010      | Law & Order: Special Victims Unit | Ava                      | "Wet" (Sæson 12, Episode 5)                                    |
| 2010      | The Good Wife                     | Molly                    | "Nine Hours" (Sæson 2, Episode 9)                              |
| 2011      | Homeland                          | Stacy Morton             | "Grace" (Sæson 1, Episode 2) "Clean Skin" (Sæson 1, Episode 3) |
| 2012–2014 | Glee                              | Marley Rose              | En af de ledende roller                                        |
| 2016-2021 | Supergirl                         | Kara Zor-El/Kara Danvers | Hovedperson                                                    |